# Rodney Powell
Rodney Powell (31 de marzo de 1963) es un jinete británico que compitió en la modalidad de concurso completo.
Ganó una medalla de plata en el Campeonato Mundial de Concurso Completo de 1990 y una medalla de oro en el Campeonato Europeo de Concurso Completo de 1989, ambas en la prueba por equipos.

## Palmarés internacional
| Campeonato Mundial | Campeonato Mundial     | Campeonato Mundial | Campeonato Mundial |
| Año                | Lugar                  | Medalla            | Categoría          |
| ------------------ | ---------------------- | ------------------ | ------------------ |
| 1990               | Estocolmo (Suecia)     | Medalla de plata   | Por equipos        |
| Campeonato Europeo |                        |                    |                    |
| Año                | Lugar                  | Medalla            | Categoría          |
| 1989               | Burghley (Reino Unido) | Medalla de oro     | Por equipos        |